# Сергіївська сільська рада (Братський район)
Се́ргіївська сільська́ ра́да — адміністративно-територіальна одиниця та орган місцевого самоврядування у Братському районі Миколаївської області. Адміністративний центр — село Сергіївка.

## Загальні відомості
- Населення ради: 854 особи (станом на 2001 рік)

## Населені пункти
Сільській раді підпорядковані населені пункти:
- с. Сергіївка
- с. Михайлівка
- с. Сергіївське

## Склад ради
Рада складається з 15 депутатів та голови.
- Голова ради: Юдов Віктор Миколайович
- Секретар ради: Баздирєва Любов Миколаївна

### Керівний склад попередніх скликань
| Прізвище, ім'я, по батькові | Основні відомості                                                                                          | Дата обрання | Дата звільнення |
| --------------------------- | --- | ------------ | --------------- |
| Юдов Віктор Миколайович     | Сільський голова, 1971 року народження, освіта вища, член Соціал-демократичної партії України (об'єднаної) | 26.03.2006   | 31.10.2010      |
| Юдов Віктор Миколайович     | Сільський голова, 1971 року народження, освіта вища, безпартійний                                          | 31.10.2010   |                 |

Примітка: таблиця складена за даними сайту Верховної Ради України

### Депутати
За результатами місцевих виборів 2010 року депутатами ради стали:

#### За суб'єктами висування
| Суб'єкт висування | Кількість обраних депутатів | %  |
| ----------------- | --------------------------- | -- |
| Партія регіонів   | 12                          | 80 |
| Народна партія    | 3                           | 20 |

#### За округами
| № округу        | Прізвище, ім'я, по батькові  | Дата визнання обраним | Освіта  | Партійна приналежність | Відомості про обраного депутата                 |
| --------------- | ---------------------------- | --------------------- | ------- | ---------------------- | ----------------------------------------------- |
| Народна Партія  |                              |                       |         |                        |                                                 |
| 8               | Черкесова Любов Михайлівна   | 05.11.2010            | вища    | позапартійна           | Сергієвська сільська рада, соціальний працівник |
| 9               | Баздирєва Любов Миколаївна   | 05.11.2010            | середня | член Народної партії   | Сергієвська сільська рада, секретар             |
| 10              | Фоміна Олександра Юріївна    | 05.11.2010            | середня | член Народної партії   | пенсіонер                                       |
| Партія регіонів |                              |                       |         |                        |                                                 |
| 1               | Рошка Світлана Михайлівна    | 05.11.2010            | середня | член Партії регіонів   | ССПП «Сергіївна», свинарка                      |
| 2               | Ричкова Людмила Миколаївна   | 05.11.2010            | середня | член Партії регіонів   | ССПП «Сергіївна», бухгалтер                     |
| 3               | Бойко Олександр Іванович     | 05.11.2010            | середня | член Партії регіонів   | ССПП «Сергіївна», зварювальник                  |
| 4               | Ісаєв Іван Віталійович       | 05.11.2010            | середня | член Партії регіонів   | приватний підприємець                           |
| 5               | Шишкін Сергій Олексійович    | 05.11.2010            | середня | член Партії регіонів   | ССПП «Сергіївна», електрик                      |
| 6               | Бойко Любов Василівна        | 05.11.2010            | середня | член Партії регіонів   | Сергієвська сільська бібліотека, бібліотекар    |
| 7               | Мороз Олександр Анатолійович | 05.11.2010            | середня | член Партії регіонів   | ССПП «Сергіївна», механізатор                   |
| 11              | Фомін Сергій Іванович        | 05.11.2010            | середня | член Партії регіонів   | ССПП «Сергіївна», водій                         |
| 12              | Грабова Алла Василівна       | 05.11.2010            | середня | член Партії регіонів   | Сергієвський ДНЗ, вихователь                    |
| 13              | Губанова Катерина Василівна  | 05.11.2010            | середня | член Партії регіонів   | приватний підприємець                           |
| 14              | Саганська Людмила Євгеніївна | 05.11.2010            | вища    | член Партії регіонів   | ССПП «Сергіївна», секретар                      |
| 15              | Шпакова Танзіля Рашитівна    | 05.11.2010            | середня | член Партії регіонів   | ССПП «Сергіївна», бухгалтер                     |

## Населення
Згідно з переписом УРСР 1989 року чисельність наявного населення села становила 857 осіб, з яких 390 чоловіків та 467 жінок.
За переписом населення України 2001 року в селі мешкали 854 особи.

### Мова
Розподіл населення за рідною мовою за даними перепису 2001 року:
| Мова       | Відсоток |
| ---------- | -------- |
| українська | 48,83 %  |
| російська  | 42,39 %  |
| молдовська | 8,31 %   |
| білоруська | 0,23 %   |
| інші       | 0,24 %   |